# لستر اسمیت
لستر اسمیت (انگلیسی: Leicester Smyth؛ ۲۵ اکتبر ۱۸۲۹ – ۲۷ ژانویه ۱۸۹۱) فرد نظامی اهل پادشاهی متحد بریتانیای کبیر و ایرلند بود. وی برندهٔ جوایزی همچون نشان حمام شده‌است.
او افسر ارتش بریتانیا و مدیر مستعمراتی بود که به عنوان فرماندار جبل الطارق خدمت می‌کرد.